# Cinéma américain des années 1960
Cet article contient une liste des films les plus célèbres du cinéma américain des années 1960.
- Psychose, 1960
- La Garçonnière, 1960
- West Side Story, 1961
- Le Jour le plus long, 1962
- Lawrence d'Arabie, 1962
- Du silence et des ombres, 1962
- Un crime dans la tête, 1962
- Les oiseaux, 1963
- Cléopâtre, 1963
- Charade, 1963
- My Fair Lady, 1964
- Docteur Folamour, 1964
- Docteur Jivago, 1965
- La Mélodie du bonheur, 1965
- Bonnie and Clyde, 1967
- Devine qui vient dîner ?, 1967
- Le Lauréat, 1967

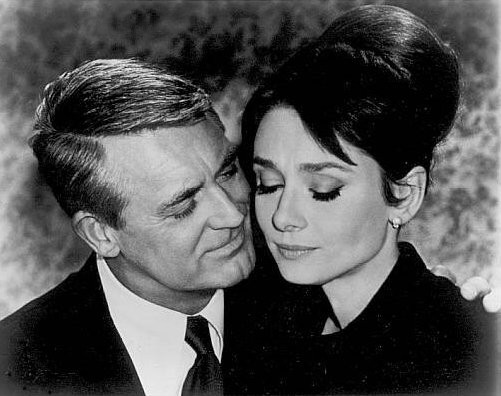
Audrey Hepburn aux côtés de Cary Grant dans le film Charade (1963)

- Il était une fois dans l'Ouest, 1968
- 2001, l'Odyssée de l'espace, 1968
- La Planète des singes, 1968
- Rosemary's baby, 1968
- Easy Rider, 1969
- Macadam Cowboy, 1969
- La Horde sauvage, 1969
- Butch Cassidy et le Kid, 1969